# Championnat de France de hockey sur glace 1955-1956
Saison précédente Saison suivante
La saison 1955-1956 est la 35e saison du championnat de France de hockey sur glace.

## Bilan
Le Club des patineurs lyonnais est champion de France. Second titre pour un club lyonnais, après 49 ans et celui obtenu par le Sporting Club de Lyon en 1907.